# (36589) 2000 QS129
2000 QS129 (asteroide 36589) é um asteroide da cintura principal. Possui uma excentricidade de 0.23494670 e uma inclinação de 8.98133º.
Este asteroide foi descoberto no dia 30 de agosto de 2000 por Korado Korlević em Visnjan.